# Nitroeten
Nitroeten – organiczny związek chemiczny, najprostszy z nitroalkenów. Otrzymany po raz pierwszy w początkach XX wieku na drodze dehydratacji 2-nitroetanolu. Inne znane metody jego syntezy opierają się na pirolizie estrów 2-nitroetanolu oraz dehydrochlorowaniu 2-chloronitroetanu. Stosowany powszechnie jako dipolarofil w procesach [2+3] cykloaddycji oraz dienofil lub heteroanalog dienu w reakcjach [2+4] cykloaddycji. Łatwo polimeryzuje w obecności śladowych nawet ilości wody. Jest silnym lakrymatorem.